# Canta y no llores
Canta y no llores... es una película mexicana de 1949, dirigida por Alfonso Patiño Gómez y protagonizada por la cantante de música ranchera Irma Vila y Carlos López Moctezuma.

## Reparto
- Irma Vila como Rosario «La Tapatía».
- Carlos López Moctezuma como Enrique.
- Rodolfo Landa como Gabriel.
- Nelly Montiel como Altagracia.
- Felipe de Alba como Chuy Anaya.
- María Gentil Arcos como la mamá de Rosario.
- Manolo Noriega como el abuelo de Rosario.
- Amparo Garrido como Lola

## Canciones
- «Feria de las Flores» de Chucho Monge.
- «México lindo y querido» de Chucho Monge.
- «Me das una pena» de Chucho Monge.
- «Besando la Cruz» de Chucho Monge.
- «Guadalajara» de Pepe Guízar.
- «Paloma blanca» de Miguel Lerdo de Tejada.
- «Campanero» de Federico Ruiz.
- «Amor en Swing» de Federico Ruiz.
- «La Tequilera» de Alfredo D'Orsay.
- «Cielito lindo» de Manuel Castro Padilla.